# 高杉哲平
高杉 哲平（たかすぎ てっぺい、1920年〈大正9年〉8月3日 - ）は、日本の男性俳優、声優、ナレーター。本名：橋爪 輝雄。
東京都出身。日本大学卒業。1938年にデビューし、劇団芸術小劇場、東宝演劇部、宝塚劇場、劇団東芸を経て、1960年から東京俳優生活協同組合に所属していた。
特技は東北弁、関西弁。

## 出演作品

### テレビドラマ
NHK
- 事件記者
  - 第95話「末路」（1961年）
  - 第211話「師走」（1964年）
- 大河ドラマ
  - 竜馬がゆく（1968年） - 小八木卓助 役
  - 国盗り物語 第16話（1973年） - 具足師
  - 風と雲と虹と（1976年） - 老人
  - 花神 第48話（1977年）
  - 山河燃ゆ（1984年） - 鈴木貫太郎 役
  - 春の波涛（1985年） - 田舎紳士
  - いのち（1986年） - 彦太 役
  - 太平記（1991年） - 風夜叉 役
- 快傑黒頭巾 第2話（1976年）
- 水曜時代劇 / 御宿かわせみ（1980年） ※真野響子版
- 花へんろ 風の昭和日記 第1シリーズ（1985年）
- ドラマ10 / 詩城の旅びと 第1話、第5話（1989年）
- 連続テレビ小説 / 君の名は（1991年）
- NHKスペシャル / 音・静かの海に眠れ（1991年6月23日）
- 金曜時代劇 とおりゃんせ〜深川人情澪通り 第13話「鶴の行方」（1996年1月5日）
- 土曜ドラマ / 官僚たちの夏（1996年1月 - 3月）
- 天才てれびくんシリーズのドラマ「魔界探偵・仏像は泣く」（2000年9月18日 - 12月6日） - 老人
- ディロン〜運命の犬 第4話「介助犬デビューと別れの涙」（2006年）
- 時々迷々 第20話「おとしよりクラス」（2009年） - 雄太の祖父

NTV
- 剣 第19話「くノ一三度笠」（1967年8月21日） - 沓掛の仁兵衛
- 無用ノ介（1969年）
- 火曜日の女シリーズ
  - 「恋の罠」（1970年、東宝)
  - 「ガラス細工の家」（1973年、ユニオン映画）
- 土曜日の女シリーズ
  - 「明日に喪服を」（1973年）
- マドモアゼル通り 第1話「デザイナー志願!」（1972年）
- 太陽にほえろ!
  - 第133話「沈黙」（1975年） - 紀南署刑事
  - 第172話「俺たちの仲間」（1975年） - 雑貨屋店主
  - 第269話「みつばちの家」（1977年） - 「みつばちの家」入居者
  - 第278話「刑事嫌い」（1977年） - アパート住人
  - 第345話「告発」（1979年） - 医師
  - 第363話「13日金曜日 ボン最期の日」（1979年） - 山崎（宮田宝石警備員）
  - 第377話「秋深く」（1979年） - 絵描きの老人
  - 第413話「エーデルワイス」（1980年） - カーサ管理人
  - 第434話「ある誘拐」（1980年） - アパート管理人
  - 第484話「青ひげ」（1981年） - 松川の弟
  - 第538話「七曲署・1983」（1983年）
  - 第620話「素晴らしき人生」（1984年） - 佐伯良助[注釈 1]
  - 第631話「ロックとブルース」（1985年） - 焼き芋屋台の老人
  - 第641話「二度死んだ女」（1985年）
  - 第665話「殉職刑事たちよ やすらかに」（1985年） - あけぼの老人ホーム入居者
- おんな浮世絵・紅之介参る!（1975年）
- 大都会 PARTII 第31話「殺人計画No.4」（1977年） - 白川
- 新五捕物帳
  - 第1話「殺しの子守唄が聞える」（1977年） - 駄菓子屋のお爺
  - 第17話「男涙に星が降る」（1978年）
  - 第51話「ふたつ名を持つ男」（1978年） - 職人・佐平
  - 第177話「日陰に咲いた父子草」（1982年）
  - 第196話（最終話）「命をかけてくれた女」（1982年）
- 熱中時代 刑事編 第5話「赤頭巾と熱中刑事」（1979年） - マンション管理人
- 黄金の犬（1980年）
- あんちゃん 第3話「ふるさとは、ほとんどビョーキ!」（1982年） - 小川
- 右門捕物帖 第14話「罠にはまった敬四郎」（1983年）
- 月曜スター劇場 / なぜか、ドラキュラ（1984年）
- 星雲仮面マシンマン 第20話「オクトパスの女王」（1984年）
- 火曜サスペンス劇場
  - キタタキ絶滅（1983年8月16日） - 安部老人
  - 西村京太郎サスペンス「L特急さざなみ7号で出会った女」（1988年5月3日）
  - 松本清張スペシャル・やさしい地方（1988年11月29日）
  - 弁護士・高林鮎子 第7作「L特急しまんと6号 早春四国路殺人事件」（1990年3月13日）
  - わが町 第1作（1992年） - 森の父（会社社長）

YTV
- 超人バロム・1 第26話「魔人ハネゲルゲが赤い月に鳴く」（1972年） - 医者（ハネゲルゲ）
- 木曜ゴールデンドラマ「わが首相のベッド ガン回廊の朝II」（1980年7月10日）

TBS
- 赤胴鈴之助（1957年）
- まぼろし探偵 第9話「進君危うし!」（1959年） - 坂崎光学研究所長
- 東芝 日曜劇場 第661回「24才シリーズ その夏の日に」（1969年）
- 帰ってきたウルトラマン 第16話「大怪鳥テロチルスの謎」（1971年） - 船頭
- 天皇の世紀 第5話「大獄」（1971年） - 鷹司輔煕
- シルバー仮面 第3話「父は炎の中に」（1971年） - 山田の父
- 刑事くん 第1部 第43話「狼を裁け」（1972年6月26日）
- 北信濃絶唱 第1話（1972年） - 忠次
- 怪談 「怨霊まだら猫」（1972年） - 猿廻し
- アイアンキング 第14話「脳波ロボットの秘密」（1973年） - 福永博士
- おんな家族（1974年）
- もうひとつの春 第9話（1975年）
- 明日がござる 第1話（1975年）
- 高原へいらっしゃい 第10話（1976年） - 釣り客
- グッドバイ・ママ 第5話（1976年）
- 大いなる朝（1979年）
- Gメン'75 第233話「金髪女性連続殺人事件」（1979年） - 焼き芋屋
- 噂の刑事トミーとマツ 第1シリーズ 第8話「きまった! トミーの投げ銭」（1979年） - 和田
- 秘密のデカちゃん 第25話「署長マッサオ、秘密がピンチ」（1981年） - 呉服店主人
- 思えば遠くへ来たもんだ 第1話「ぼく、青田先生」（1981年3月17日）
- 金曜ドラマ
  - 想い出づくり。 第10話「はじめての夜」（1981年） - コック
  - ちょっと神様（1982年）
  - 君が人生の時 The Time of Your Life（1997年） - 神野周治
- 夏の特選サスペンス「空白の実験室・謎の連続殺人カルテ」（1982年）
- 野々村病院物語 第9話（1982年） - 患者
- 赤い秘密（1985年）
- 終戦40周年特集特別企画 そして戦争が終った（1985年）
- おんな風林火山 第11話「姫たちの戦場・長篠」（1987年） - 快川紹喜
- 忠臣蔵・女たち・愛（1987年）
- 涙日記（1988年）
- 白鳥麗子でございます!（1988年）
- 特別企画ドラマ「閨閥」（1990年4月7日）
- ドラマティック22 / ごきげんよう! 横断歩道でつかまえて（1990年6月30日）
- 月曜ドラマスペシャル / 松本清張作家活動40年記念・迷走地図（1992年3月30日）
- TBS金曜9時枠の連続ドラマ / 若葉のころ（1996年）
- 青い鳥 L'oiseau Bleu（1997年）
  - 第1部 第二章「秘密の絆」
  - 完結編「せつない愛をもう一度 涙と感動のメモリアル 青い鳥・完結編 理森の終着駅はサイパンの海と空の下で」
- モモ子シリーズ 第8作「最後の審判 あのソープ嬢が欲と利権の老人ホームで巨悪を相手に大暴れ!」（1997年） - 清原（大地主）
- 月曜ミステリー劇場 / 浅見光彦シリーズ 第17作「鬼首殺人事件」（2002年） - 丸岡祐之進 役

CX
- 第7の男 第1話「切り札の7」（1964年）
- 甲州遊侠伝 俺はども安 第3話（1968年）
- 銭形平次
  - 第485話「お京の身代金」（1975年） - 灘屋三右ヱ門
  - 第550話「かんざし変化」（1976年） - 五兵ヱ
  - 第588話「白浪ざんげ」（1977年） - 仁平
- 風来坊 第1話（1968年）
- 戦え! マイティジャック 第8話「地獄へ行って笑え!」（1968年） - 主任
- 三匹の侍 第6シリーズ 第23話「謀殺」（1969年） - 稲葉主膳
- 恐怖劇場アンバランス 第9話「死体置場（モルグ）の殺人者」（1973年） - 城南医科大学守衛
- ロボット刑事 第3話「時計発狂事件」（1973年） - 医師
- 剣客商売 第18話「ある剣客の死」（1973年） - 和尚
- 江戸の旋風シリーズ
  - 江戸の旋風 第9話「十三夜の女」（1975年）
  - 江戸の旋風IV 第1話「風と太鼓と風来坊」（1978年）
  - 新・江戸の旋風 第28話「情けの犬張子」（1980年）
- 愛ぬすびと（1974年）
- 満天の星（1976年）
- 大空港 第45話「愛の墓標 次に消されるのはどいつだ!」（1979年） - 所轄署刑事
- 駆け込みビル7号室 第7話（1979年）
- 江戸の激斗（1979年）
- 新吾十番勝負 抹殺密命渦巻く悪の内懐にくの一暗躍（1982年3月26日）
- 同心暁蘭之介 女賊が泣いた大川端（1982年6月10日）
- 平岩弓枝ドラマシリーズ「嫁の座」（1982年 - 1983年）
- 東映不思議コメディーシリーズ
  - どきんちょ!ネムリン 第19話「激突!イビキミサイル」（1985年） - おでん屋
  - 勝手に!カミタマン（1985年） - 老人
    - 第13話「爆発ゲートボール軍団」
    - 第23話「届け!モスガの愛の歌」
- 金曜女のドラマスペシャル / 女が階段を上る時（1985年12月27日）
- 愛の嵐 第53話 (1986年） - 医者
- 男と女のミステリー 飢餓海峡（1988年10月7日）
- さよなら李香蘭（1989年）
- 実録犯罪史シリーズ 金（キム）の戦争（1991年4月5日）
- 金曜ドラマシアター / 松本清張作家活動40年記念・波の塔（1991年5月24日）
- 世にも奇妙な物語
  - 第13話「猿の手様」（1990年）
  - 秋の特別編 第147話「40年」（1991年）
  - 冬の特別編 第254話「ふたり」（1994年） - 社長
- 火曜21時台の連続ドラマ / 総理と呼ばないで（1997年）
- 金曜エンタテイメント / ゴミ事件弁護士 梅木桃子の六法全書II（1997年）

NET→ANB→EX
- 日本人の歴史（1961年3月18日）
- 警察物語
  - 第1話「非常口」（1963年）
  - 第2話「ダイヤのブローチ」（1963年）
  - 第3話「過去の扉」（1963年）
  - 第4話「非情」（1963年）
  - 第5話「絹のマフラー」（1963年）
  - 第6話「死角」（1963年）
  - 第7話「虚飾」（1963年）
  - 第8話「都会」（1963年）
- 鬼平犯科帳
  - 第1シリーズ 第60話「罠」（1970年） - 関戸の源蔵
  - 第2シリーズ 第10話「隠居金七百両」（1971年） - 島田鐐助
- テレビ朝日土曜時代劇 / 人形佐七捕物帳 第17話「八つ目鰻」（1971年7月31日） - 作兵衛
- 非情のライセンス
  - 第1シリーズ 第28話「兇悪の欲望」（1973年） - 根岸仙助
  - 第3シリーズ 第20話「兇悪の父娘・スパイ・イン・東京」（1980年）
- 華麗なる一族（1974年） - 万俵家の庭番
- 旗本退屈男 第21話「稲の穂が殺しを呼んだ」（1974年2月26日）
- がんばれ!!ロボコン 第30話「ギックラヒョ! ジャングル農園だ!!」（1975年） - お化けニンジンを栽培している博士（植物園園長）※第31話に誤記
- 破れ傘刀舟 悪人狩り「悪の花が飛んだ」（1975年4月8日）
- 特別機動捜査隊 第753回「愛と死 その罪」（1976年）
- ザ・カゲスター 第14話「カマキラーの人形作戦!」（1976年） - 戸田銀作（人形師）（カマキラー）
- 超神ビビューン
  - 第7話「椅子が歩いた? 謎の蒸発事件」（1976年） - 古道具屋（イスマ）
  - 第31話「影を食べられる? 泣くなガキ大将」（1977年） - 医師
- スーパー戦隊シリーズ
  - 秘密戦隊ゴレンジャー 第79話「真赤な追跡!! 姿なき暗殺者の正体」（1977年） - 工事現場監督
  - バトルフィーバーJ 第50話「将軍を狙う覆面鬼」（1980年） - 鬼一角
  - 太陽戦隊サンバルカン 第39話 「尻もちおてんば娘」（1981年） - 農家
  - 大戦隊ゴーグルファイブ （1982年）
    - 第5話「悪魔がひそむ昔話」 - 岩田（昔話おじさん）
    - 第46話「超エネルギー出現」 - 釣り人

  - 科学戦隊ダイナマン 第28話「人形人間を救え!」（1983年） - 薬屋
  - 超獣戦隊ライブマン（1988年） - 庄三郎
    - 第6話「襲来! 生きた恐竜」
    - 第7話「恐竜VS（たい）ライブロボ」
- ジグザグブルース 娘を捜して!（1977年5月31日）
- 透明ドリちゃん 第17話「金色に光る犬」（1978年） - 釣り人
- 鉄道公安官（1979年）
- 土曜ワイド劇場
  - 松本清張の犯罪広告（1979年）
  - 山の推理サスペンス 渓流釣り殺人事件・殺意の三面峡谷（1979年）
  - 松本清張の風の息（1982年）
  - こちら禅寺探偵局 第2作「千社札連続殺人事件!」（1996年） - 安藤医師 役
  - 黒革の手帖綴られた男たちの欲望 元銀行OLが夜の銀座に咲かせる悪の華（1996年12月7日）
  - 新・女弁護士 朝吹里矢子 「僧衣を着た銀行強盗の告発!? 夫を殺した黒い欲望を妻が暴く」（1996年10月19日）
- 江戸の牙 第4話「逆転!八万両の行方」（1979年） - 薬種屋
- 特捜最前線
  - 第175話「ナイター殺人事件!」（1980年）
  - 第207話「雨傘殺人事件!」（1981年）
  - 第239話「神代警視正の犯罪!」（1981年） - 堀内英吉
  - 第262話「紅い爪!」（1982年）
  - 第269話「窓際警視、投げ込み魔を追う!」（1982年）
  - 第283話「或る疑惑!」（1982年）
  - 第293話「木枯らしの街で!」（1982年）
  - 第302話「始発電車にあった死体!」（1983年）
  - 第337話「哀歌をうたう女!」（1983年）
  - 第360話「哀・弾丸・愛II 7人の刑事たち!」（1984年） - 花屋店主
  - 第368話「野鳥団地の女!」（1984年） - 管理人
  - 第382話「殺意が配達された朝!」（1984年）
  - 第403話「死体番号6001のミステリー!」（1985年）
  - 第438話「美しい狙撃者!殺意を呼ぶマネーゲーム!」（1985年）
  - 第468話「追跡・声紋No.105937!」（1986年）
  - 第485話「喪服のソープ嬢・1/30秒の殺人トリック!」（1986年） - マンション管理人
- 鬼平犯科帳
  - 第1シリーズ 第21話「引き込み女」（1980年）
  - 第2シリーズ 第4話「四度目の女房」（1981年）
- 傑作推理劇場 「消えた献本」（1981年8月18日）
- あばれはっちゃく（1982年） - 老神父 役
- ゴールデンワイド劇場「終りに見た街」（1982年8月16日）
- 松本清張の黒革の手帖 第5話（1982年） - 代書屋
- 西部警察 PART-III最終回スペシャル「さよなら西部警察 大門死す!男たちよ永遠に」 （1984年10月22日） - 細川肇（法務大臣）
- ただいま絶好調! 第12話「翔べ!ウイング車」（1985年7月2日）
- 日曜20時台の連続ドラマ「どうぶつ通り夢ランド 二人だけで愛の告白」（1986年12月7日）
- メタルヒーローシリーズ
  - 世界忍者戦ジライヤ 第21話「聖忍アラムーサ・怒りの手裏剣を放て!」（1988年）- 東京都知事
  - 特捜エクシードラフト 第32話「耕作のガンコ親父」（1992年） - 森崎東一郎
- 代表取締役刑事 第4話「家族の肖像」（1990年10月28日）
- BLACK OUT 第22話、第23話（1996年3月16日）
- 特別企画 ビートたけし新春ドラマスペシャル 菊次郎とさき（2001年1月6日）
- 相棒 season5 第1話「杉下右京 最初の事件」（2006年10月11日） - 御手洗泰治郎 役

ABC
- ザ・ハングマンII 第2話「女王がなめた苦い水」（1982年） - 大塚中央クリニック医師
- 新・女捜査官 第10話「海外逃亡の男を待つ温泉町の女」（1983年6月17日）

12ch→TX
- プレイガール 第43話「スリが狙った女のハート」（1970年）
- 日本怪談劇場 第12話「怪談・乳房の呪い」（1970年9月19日） - 南蔵院僧侶・随連
- プレイガールQ 第17話「女は裸で強くなる」（1975年1月27日） - 不良大学生
- 快傑ズバット 第15話「哀しき母の子守唄」（1977年5月11日） - おやじさん
- スパイダーマン（1978年）
  - 第4話「恐怖の半魚人!奇蹟を呼ぶ銀の糸」 - 医師
  - 第20話 「謎が謎を呼ぶ私の出生の秘密」 - 神父
- 大江戸捜査網
  - 第279話「必殺剣! 辻斬りの恐怖」（1977年）
  - 第371話「笑いを売る謎の男」（1978年）
  - 第381話「命を賭けた哀しき女賊」（1979年）
  - 第399話「鉄火芸者涙の情け肌」（1979年）
  - 第454話「無情 巾着切りの涙」（1980年）
  - 第466話「女賊が捨てた殺しの分け前」1980年）
  - 第473話「非情の少女囮作戦」（1980年）
  - 第483話「遊女が見た幸せの夢」（1981年）
  - 第491話「銃口に立ち向かう男」（1981年）
  - 第520話「父子に迫る黒い牙」（1981年）
  - 第549話「品川遊郭おんな蟻地獄」（1982年）
  - 第622話「処刑直前! 清次郎命の賭け」（1983年） - 儀助
  - 新 大江戸捜査網 第20話「男を誘うはぐれ蝶」（1984年） - 酒屋の親爺
- 海にかける虹〜山本五十六と日本海軍（1983年） - 高野貞吉（山本五十六の父）
- 裸の大将放浪記 第18話「尾道坂道春の雪」（1986年3月9日） - 審査員
- 森繁久彌ドラマスペシャル おじいさんの台所（1997年9月29日）

MBS
- 仮面ライダー 第83話「怪人イノカブトン 発狂ガスでライダーを倒せ」（1972年） - 牧師
- 怪談 第5話「怨霊まだら猫」（1972年）- 猿廻し

### 映画
- 犯罪地帯を探せ（1958年） - 唐島
- 悪魔と拳銃（1959年） - 安藤
- 東京湾炎上（1975年7月12日、東宝） - 有島長官（海上保安庁）[2]
- 不毛地帯（1976年8月14日、東宝） - 総理大臣
- 陽炎座（1981年8月21日） - 老人
- ションベン・ライダー（1983年）
- 竜二（1983年） - 主人公竜二の妻まり子の父
- マルサの女2（1988年） - 小早川弟（小早川建設社長）
- 政治犯・金賢姫/真由美（1990年） - 本物の蜂谷真一
- 国会へ行こう!（1993年） - 吉岡法務大臣
- 押繪と旅する男（1994年） - 元木藤兵衛
- 麻雀飛翔伝 哭きの竜（1995年）
- ちぎれ雲 〜いつか老人介護〜（1998年） - 松田末吉
- 秋桜残香 コスモスザンカ（2005年） - 加藤秋次郎（現在）

### オリジナルビデオ
- 麻雀飛翔伝 哭きの竜 第3章（1996年）

### テレビアニメ
- 母をたずねて三千里（1976年）
- 高橋留美子劇場（2003年） - 祖父

### 劇場版アニメ
- 機動戦士ガンダムF91（1991年3月16日、松竹） - マイッツァー・ロナ[3]

### ゲーム
- SDガンダム GGENERATION SPIRITS（2007年） - マイッツァー・ロナ

### 吹き替え
海外ドラマ
- ピート・デュエル / 西部二人組（1971年） - ホーキンス、スコッチ

### ラジオドラマ
- フクちゃん（1957年）
- あやかしの鼓（1982年 / ラジオ図書館） - 朗読（案内人）

### 舞台
- 「梅よ この暁に薫れ」プロローグのある三幕（1960年11月26 - 28日）

### CM
- コダック「スナップキッズ」
- ファミリーマート
- PlayStation 2
  - 2つのお知らせ篇
  - 童謡篇
  - 連鎖篇
  - うるう年篇

### その他
- 被爆を語る（福井県立図書館、文学カセット） - ナレーター
- 今日甦る! 幻の東京オリンピック/スポーツキャストスペシャル（1988年、テレビ朝日） - 語り
- BS世界のドキュメンタリー 20世紀ライバル物語 第13回 「ロバート・ケネディvsジミー・ホッファ 組合ボスと闘った司法長官」（1998年） - 声の出演